# Zulassungsschein

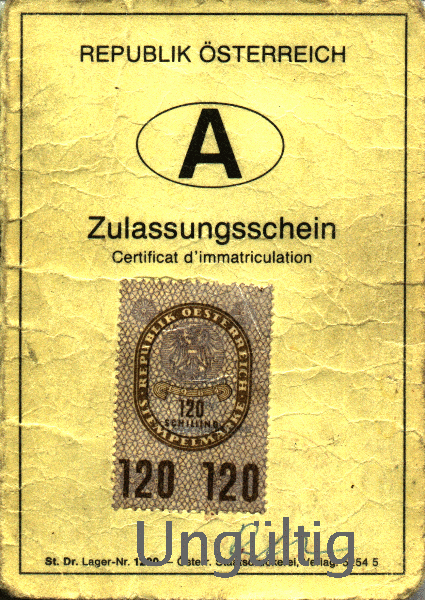
Deckblatt Zulassungsbescheinigung der Republik Österreich

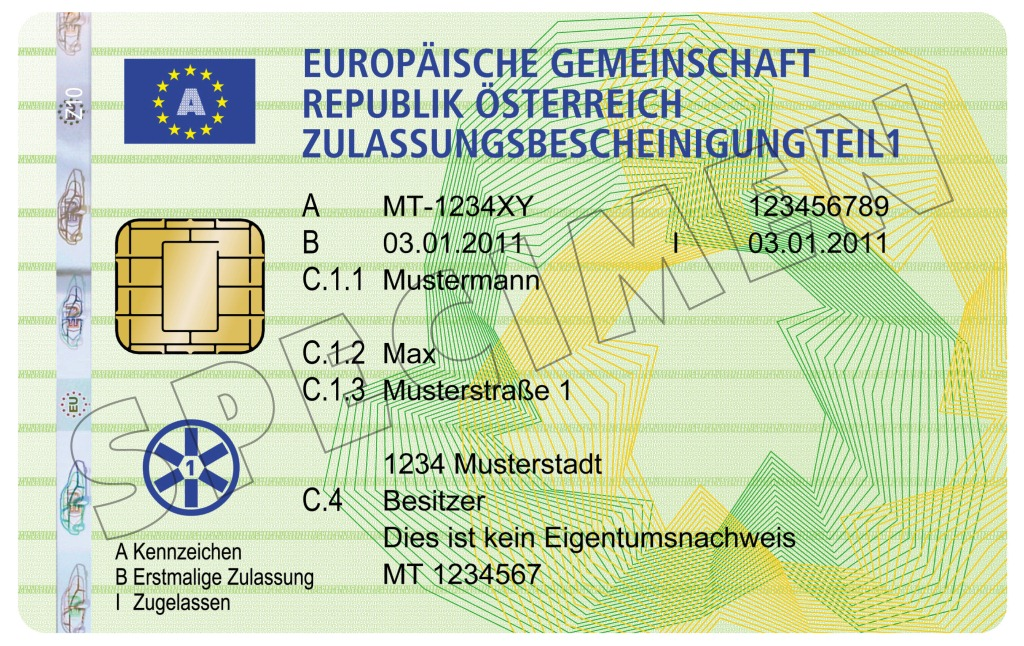
Vorderseite der österreichischen Zulassungsbescheinigung im Scheckkartenformat – alternativ zum Papierformat erhältlich seit Jänner 2011

Die Zulassungsbescheinigung ist  eine amtliche Urkunde zur Klärung der Betriebsgenehmigung eines Kraftfahrzeug auf öffentlichen Straßen in Österreich, wie den Zulassungsbesitzer.
Der Zulassungsschein ist gültig, soweit es sich noch um ältere Fahrzeuganmeldungen handelt. Er wird jedoch seit 1999 durch die Zulassungsbescheinigung ersetzt, ähnlich dem Fahrzeugschein in Deutschland. Der Begriff „Zulassungsschein“ wird aber im täglichen Sprachgebrauch noch weiterhin für die Zulassungsbescheinigung Teil I verwendet, welcher seit 1. Jänner 2011 alternativ auch im Scheckkartenformat erhältlich ist.
Ausgestellt wurde der Zulassungsschein von der für den Wohnort zuständigen Bezirkshauptmannschaft oder dem Magistrat bei Statutarstädten. Er wurde unmittelbar mit der Kennzeichentafel ausgegeben.
Im Gegensatz zum Typenschein ist der Zulassungsschein beim Betrieb mitzuführen.
Im Zulassungsschein sind angegeben
- Ausstellungsbehörde: xxx
- Kennzeichen: xxx
- Datum der Zulassung und Datum der erstmaligen Zulassung: xxx
- Name und Anschrift des Inhabers des Zulassungsbesitzers: xxx
- Fahrgestellnummer: xxx
- Motornummer: xxx
- Art des Fahrzeuges: Motorrad
- Marke: Puch
- Type: 175 SV
- Datum der Genehmigung: 1953-04-28
- Sitz- und Stehplätze ohne Lenker: 1
- Eigengewicht kg: 119
- Höchste zulässige Nutzlast: xxx
- Höchste zulässige Sattellast: xxx
- Höchste zulässige Achslasten: xxx
- Höchstes zulässiges Gesamtgewicht kg: 289
- Hubraum cm³: 172
- Leistung kw: 7
- Bauartgeschwindigkeit km/h: 90
- Hintere Kennzeichentafel: zweizeilig
- Schwärzungszahl: xxx
- Verwendungsbestimmung: zu keiner besonderen Verwendung
- Raum für weitere behördliche Eintragungen